# Gizmondo
Gizmondo es una videoconsola portátil desarrollada por Tiger Telematics. Fue lanzado en el Reino Unido, Suecia y los Estados Unidos a partir de marzo de 2005. Sus juegos de first-party se desarrollaron en estudios en Helsingborg, Suecia, y Mánchester, Inglaterra. Gizmondo Europe, Ltd. tenía su sede en Londres, Inglaterra, y era una subsidiaria de Tiger Telematics, con sede en Florida, cuyo presidente Carl Freer dirigió el desarrollo de Gizmondo.
Antes de su lanzamiento, el Gizmondo tenía grandes expectativas por parte de algunos periodistas debido a su amplio conjunto de características, y estaba destinado a competir contra Nintendo y Sony; sin embargo, terminó como un gran fracaso de ventas. La compañía gastó millones en promociones como una fiesta de celebridades en el Park Lane Hotel de Londres y participó en las 24 Horas de Le Mans, a pesar de nunca obtener ganancias. Su debut en Estados Unidos se retrasó varias veces, y se anunció una versión de pantalla panorámica poco antes de su lanzamiento, lo que resultó en bajas ventas. Con menos de 25,000 unidades vendidas, Gizmondo fue nombrada por GamePro como la consola portátil peor vendida en la historia.
El Gizmondo se vio ensombrecido aún más cuando la prensa sueca reveló el pasado criminal de varios ejecutivos, lo que provocó su renuncia, incluido el CEO de Tiger Telematics, Carl Freer. El director de Gizmondo Europa Stefan Eriksson estuvo involucrado en una organización criminal sueca, la "Uppsalamaffian" (la mafia de Upsala). En febrero de 2006, la empresa se vio obligada a declararse en quiebra luego de acumular una deuda de 300 millones de dólares, y Gizmondo detuvo la producción. Semanas después, Eriksson estrelló un raro Ferrari Enzo que conducía a 260 km/h en California por lo que fue encarcelado y posteriormente deportado por conducir bajo la influencia del alcohol, junto a otros delitos.

## Historia
El dispositivo Gizmondo se llamaba originalmente Gametrac. Tiger Telematics publicó por primera vez en su sitio web en octubre de 2003 sobre el dispositivo que se está desarrollando. Esto vino en respuesta al N-Gage de Nokia. Durante diciembre de ese año, Gizmondo hizo su debut como producto conceptual en el CES de Las Vegas en enero de 2004, y luego apareció en la feria alemana CeBIT en marzo de 2004. La compañía y la consola pasaron a llamarse Gizmondo alrededor de abril de 2004.

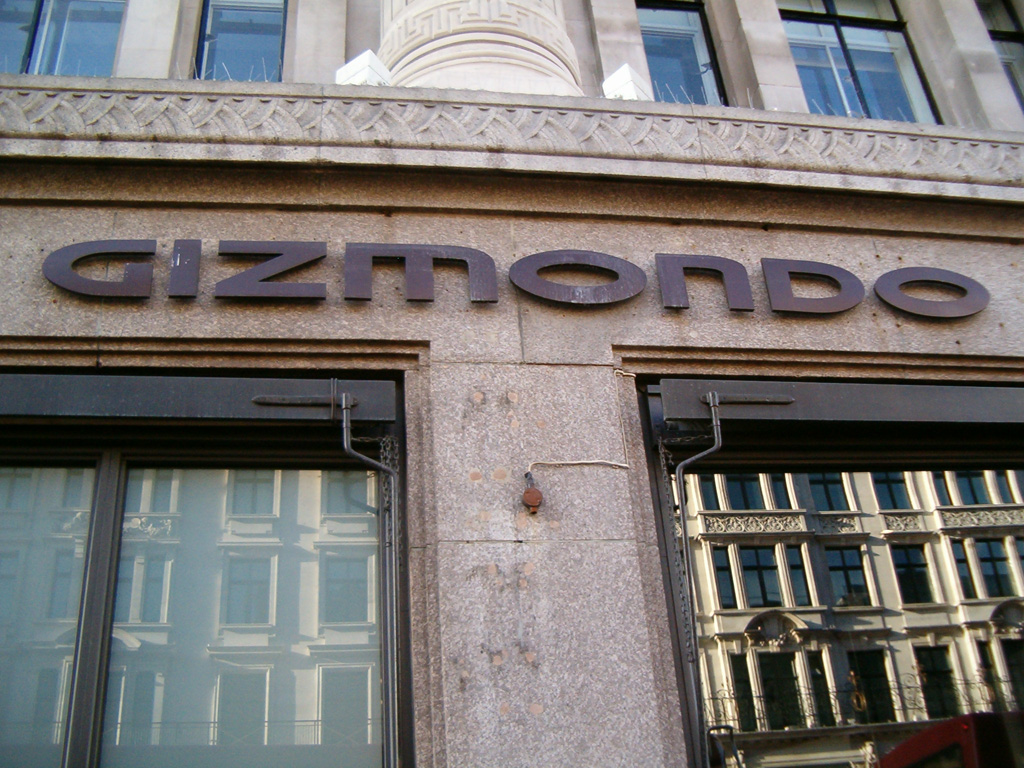
La antigua tienda Gizmondo en Regent Street, Londres

El piloto británico de Fórmula 1, Jenson Button, apareció en anuncios de revistas para Gizmondo, y también tenía su propio videojuego con licencia para el dispositivo, Chicane, aunque nunca se lanzó debido a una disputa con Tiger Telematics y el desarrollador del juego. En la Regent Street de Londres, Tiger Telematics organizó una fiesta con varias celebridades invitadas a promocionar el dispositivo. Busta Rhymes, Jodie Kidd y Pharrell Williams estuvieron entre las celebridades invitadas, de las cuales algunas actuaron. También hubo dos anuncios de televisión que se emitieron después del lanzamiento. Además, en un intento de promover la consola, el ejecutivo de Gizmondo, Stefan Eriksson, participó en la carrera de las 24 Horas de Le Mans de 2005 en un Ferrari 360 Modena GTC patrocinado por Gizmondo.
Los problemas del Gizmondo se vieron agravados por la participación de Eriksson en el crimen organizado sueco, y luego por estrellar un Ferrari Enzo en Malibú, California, que aparentemente era propiedad del Royal Bank of Scotland. Se declaró culpable de numerosos cargos criminales que lo llevaron a 2 años de prisión.
En 2007, GameTrailers la nombró "la peor consola de todos los tiempos".

### Gizmondo de pantalla ancha
Tiger Telematics anunció un nuevo modelo de Gizmondo para su lanzamiento en el segundo trimestre de 2006. Estaba destinado a tener una pantalla panorámica más grande de 4" y actualizaciones como Wi-Fi, soporte de salida de TV, una resolución mejorada de 480×272 píxeles, una cámara de 2 megapíxeles y un procesador de 500 MHz. También incluía tecnología GSM de tres bandas, por lo que también era un teléfono móvil. También presentaba nuevos íconos en los botones. El Gizmondo de pantalla ancha se anunció solo unas semanas antes del lanzamiento del Gizmondo en los EE. UU., Posiblemente provocando que algunos clientes potenciales no compren el Gizmondo y, en cambio, esperen el modelo mejorado, en un ejemplo del efecto Osborne. Tiger Telematics prometió mostrar el dispositivo en CES 2006 en enero; sin embargo, nunca apareció allí. Poco después, Tiger se declaró en quiebra y, por lo tanto, el nuevo Gizmondo nunca fue lanzado.

## Lanzamiento

### Reino Unido
Gizmondo fue liberado en el Reino Unido el 19 de marzo de 2005, a un precio de £229. El Gizmondo estaba disponible en la tienda insignia de Gizmondo en la Regent Street de Londres, a través de la tienda en línea de Gizmondo y otros minoristas de la calle y en línea como Argos, Dixons, Currys, John Lewis, aunque nunca estuvo claro cuántas unidades se introdujeron realmente en esos canales minoristas.
El servicio de SMS de Gizmondo permitió a las personas enviar mensajes mediante cuentas Vodafone prepagas incluidas en el dispositivo.
El Gizmondo vendió 1000 unidades dentro de una hora de lanzamiento. En abril, un mes después del lanzamiento inicial, se lanzó una variante de la consola con publicidad "Smart Adds" asistida por GPS con un PVP de £129.

### Suecia
Gizmondo se lanzó en Suecia a fines del verano de 2005, con "Smart Adds" y unidades normales disponibles. En lugar de abrir tiendas emblemáticas, el fabricante confió en minoristas establecidos como Webhallen. Los "Smart Adds" nunca fueron habilitados para el mercado sueco, a pesar de que la tecnología "estaba allí".

### Estados Unidos

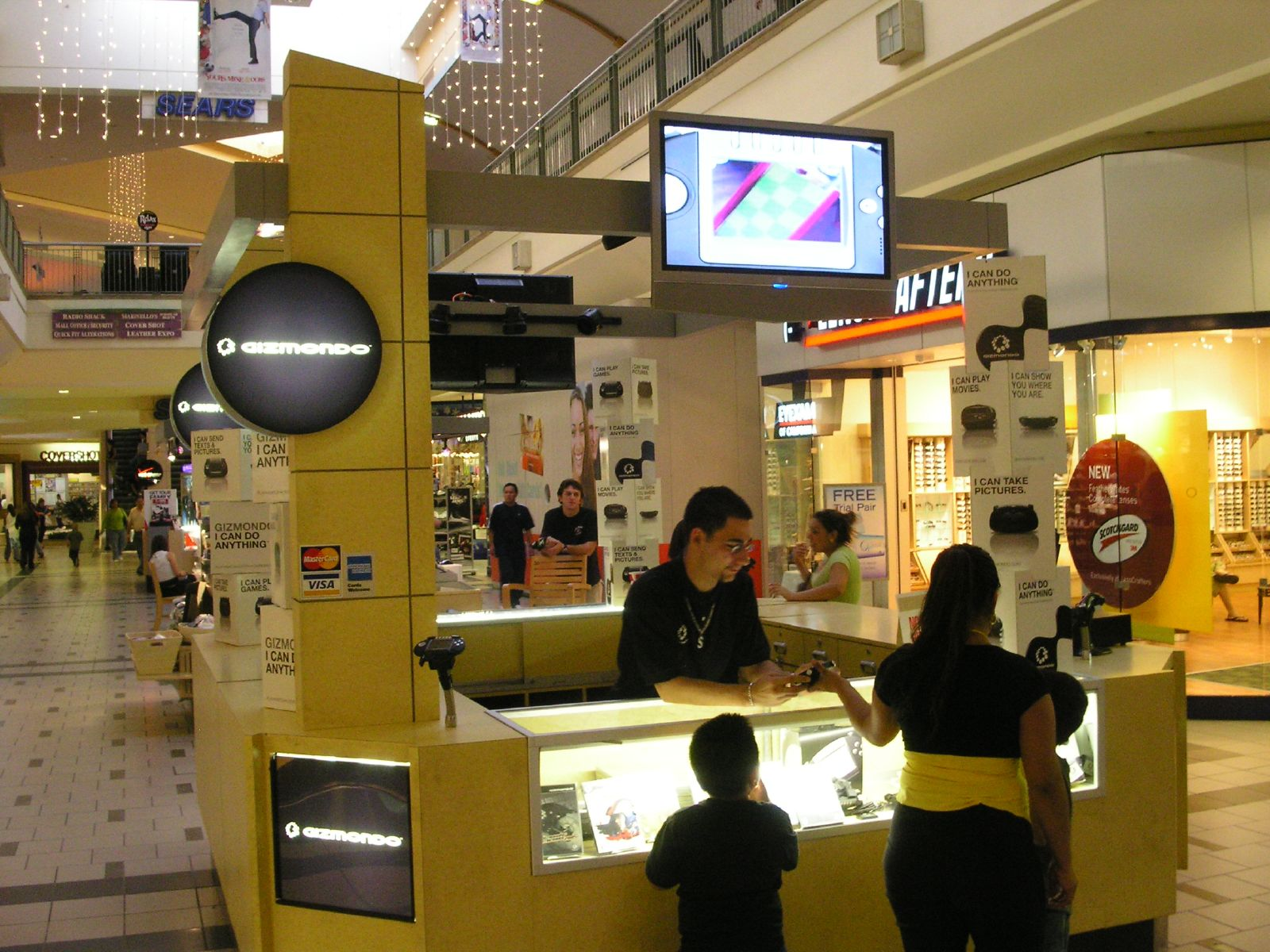
Un stand de venta de Gizmondos en West Covina, California, noviembre de 2005

En los Estados Unidos, el Gizmondo se lanzó el 22 de octubre de 2005. El precio de venta al público fue de USD400 por una unidad sin "Smart Ads", o USD229 por un dispositivo habilitado para "Smart Ads". Estaba disponible solo en los quioscos ubicados en centros comerciales en todo Estados Unidos (operado por National Kiosk, LLC, ubicado en la esquina occidental de Carolina del Norte). Solo 8 de los 14 juegos planeados se lanzaron alguna vez en los EE. UU., Junto con ningún software CoPilot GPS, aunque el software se vendió en el sitio británico durante una o dos semanas. Había poca o ninguna publicidad, y parte de su publicidad incluso se puso en revistas de Nintendo Power (la revista oficial de Nintendo). Los planes para distribuir la computadora de mano a través de otros minoristas nunca se materializaron.

## Juegos
El Gizmondo se lanzó en el Reino Unido con un solo juego, Trailblazer. La consola se lanzó en los Estados Unidos con una alineación de ocho títulos, incluido Trailblazer. Además de estos ocho, otros seis fueron liberados solo en Europa. Se sabía que otros 30 títulos estaban en desarrollo para el sistema, pero todos fueron cancelados antes de su lanzamiento debido a la quiebra de Tiger Telematics. También todos los juegos lanzados en América del Norte fueron efectivamente títulos de lanzamiento.
Se afirmaba que ciertos juegos eran capaces de usar la "realidad aumentada", especialmente el juego inédito Colors. Estaba destinado a ser el primer videojuego de GPS, con la capacidad de rastrear los movimientos del mundo real de un usuario en tiempo real. Además, varios juegos, incluidos Motocross 2005, Hockey Rage 2005 y Sticky Balls, tenían funciones multijugador con Bluetooth. La accesibilidad para comprar juegos de Gizmondo era limitada. En los Estados Unidos, los juegos solo estaban disponibles a través de un pequeño número de quioscos ubicados en centros comerciales de todo el país. Después de la quiebra de Tiger Telematic, el Gizmondo y sus juegos se quedaron sin una comercialización o distribución adecuada.
El sitio de fans Gizmondo Central revisó todos los juegos, y Trailblazer y SSX 3 obtuvieron la mejor puntuación. Sticky Balls y FIFA Football 2005 fueron los segundos mejores.

## Smart Adds
El sistema de "Smart Adds" fue pensado como una forma de que los anunciantes subsidiaran parte del costo de la unidad. El aparente error ortográfico del nombre fue intencional y se registró una marca comercial y un nombre de empresa en el Reino Unido como "Smart Adds", aunque incluso Tiger Telematics ocasionalmente se equivocó y se refirió a ella como "Smart Ads" en su material publicitario. Un Gizmondo habilitado para "Smart Adds" costaba menos (£129/$229), pero mostraba anuncios en la pantalla del Gizmondo a intervalos aleatorios cuando el usuario entraba en la pantalla de inicio. Estos anuncios se descargarían a través de la conexión de datos GPRS del dispositivo, y estarían orientados en función de los datos introducidos en el dispositivo. Se mostrarían un máximo de tres anuncios por día. Algunos anuncios incluirían ofertas especiales en forma de vales o códigos de barras, y algunos utilizarían el sistema GPS del dispositivo para dirigir a los usuarios a la tienda más cercana que ofrezca el producto anunciado.

## Especificaciones técnicas
- Pantalla: Pantalla TFT de 72 mm (2.8 pulgadas)
- Resolución: 320 × 240 píxeles
- CPU: Samsung procesador ARM9 funcionando a 400 MHz
- Gráficos: Nvidia GoForce 3D 4500
- Gráficos RAM: 1.2 MB 128-bit SRAM
- Rendimiento gráfico: 1,000,000 polígonos por segundo
- RAM: 128 MB 16-bit DDR
- ROM: 64 MB
- Sonido: Altavoz incorporado
- Comunicación: Bluetooth clase 2 para juegos multijugador, tribanda GSM
- Puertos: Toma de auriculares estéreo, cliente Mini-USB, lector de tarjetas flash SD
- Energía: Batería extraíble
- Rango de temperatura: 32 °F a 130 °F (0 °C a 55 °C)
- OS: Windows CE
- Multimedia: Reproducción de video MPEG 4, capacidad de reproducir archivos MP3, WAV y MIDI a través de Windows Media Player 9
- Cámara JPEG
- Tarjeta SIM extraíble
- Aplicación de seguimiento GPS
- Aplicación de mapeo GPRS
- GPRS Clase 10
- SMS
- Recibir y enviar MMS
- WAP 2.0
- Tonos de llamada polifónicos
- Modo avión

## Características
- Cámara de fotos: Gizmondo incorpora también una cámara de fotos a calidad VGA (por aquellos entonces, era la máxima calidad en cámaras de móviles) con la que podremos hacer fotos y guardarlas en nuestra tarjeta, o enviarlas a nuestros amigos, ya sea a su Gizmondo o a su móvil.
- Reproductor de música (MP3 y WMA)
- Reproductor de vídeo (WMV y MPEG II)
- GPS SiRF Star II Con el GPS activado y la correspondiente aplicación, estaremos viendo a tiempo real nuestra posición en un mapa, y la verdad es que pese a sus lógicas limitaciones por no ser un aparato dedicado exclusivamente a ello, lo hacía con bastante exactitud. Asimismo, se utilizaba a modo de localizador de la consola, desde otra aplicación externa podías localizar en todo momento donde estaba tu Gizmondo.
- GPRS (permite la navegación por Internet y el envío de SMS/MMS)
- Bluetooth
- Sistema operativo: Windows CE 4.2
- Ranura SD/MMC

A pesar sus capacidades multimedia y los escasos juegos que salieron al mercado (los cuales no llegan a sacar todo su potencial), actualmente su atractivo radica en el Hardcore Homebrew, gracias a un firmware no oficial que permite ejecutar aplicaciones no firmadas, y en que al llevar como SO el Windows CE 4.2 permite ejecutar aplicaciones y juegos de Pocket PC.
No todas las aplicaciones de PPC funcionan en la consola Gizmondo, puesto que el S.O. mencionado que incorpora tiene la falta de algunas funcionalidades y librerías.

## Sucesor
El exdirector de Gizmondo Carl Freer anunció a un periódico sueco en noviembre de 2007 sus intenciones para un nuevo Gizmondo, y dijo que ya había 35 juegos en funcionamiento, una base de fabricación en Shenzhen, China, y que esperaba que la consola portátil se vendiera al por menor a un precio de 99 dólares.
La fecha original de lanzamiento prevista era mayo de 2008, pero esta se retrasó rápidamente hasta noviembre de 2008, junto con los detalles de una nueva empresa, Media Power, detrás del lanzamiento, dirigida por Carl Freer y su socio sueco Mikael Ljungman, con el desarrollo aparentemente procediendo de acuerdo con el nuevo calendario al menos hasta septiembre. En diciembre de 2008, la consola todavía no había aparecido, lo que Freer culpó a las difíciles condiciones económicas. El dispositivo se retrasó hasta 2009 como resultado. El último prototipo de diseño lo convirtió en un teléfono inteligente que funciona con Windows CE o Google Android.
Sin embargo, desde entonces el sitio web de Media Power se desconectó. El cofundador Mikael Ljungman fue arrestado más tarde, extraditado a Dinamarca y condenado por fraude grave debido a sus actividades en IT Factory. Freer no ha anunciado nada más sobre el dispositivo, lo que confirma efectivamente su cancelación.

## En la cultura popular
Una referencia al Gizmondo se hace en la película británica Goal!, cuando se lleva a cabo una reunión en una tienda de Gizmondo.